# Fight for Your Life (Tyrant)
Fight for Your Life, prodotto nel 1985 dalla Scratch Records, è il secondo album full-length della band tedesca heavy metal Tyrant.

## Tracce
1. Dark Eyes of London (01:03)
2. Up The Hammer (04:23)
3. Fight for Your Life (03:59)
4. Metal Rules (03:43)
5. Streetfighter (04:12)
6. Two Down One To Go (03:41)
7. Goddes (04:01)
8. Danger (04:04)
9. Can't Stand Still (03:05)
10. We Will Rock (04:30)

## Edizioni
1985
- Stampa mondiale su vinile della Scratch Records.
1991
- Ristampa su CD della Gama/laserlight con il titolo Metal Rules e cover differente in 2 versioni: una con le stesse tracce dell'originale versione del 1985 e una con l'aggiunta di 2 bonus tracks prese dall'album Running Hot:
11. Rock Your Bottom - 03:50

12. She's a Killer - 03:33

2009
- Ristampa su CD della Battle Cry (numero catalogo: BC 031) con titolo e cover originali e con l'aggiunta di 2 bonus tracks prese dal singolo del 1982 I Wanna Make Love:
11. I Wanna Make Love - 03:33

12. Look Out - 03:04

## Formazione
- Kerrmit - voce
- Carl "King Carl" Tomaschko - chitarra
- Holgar Thiele - chitarra
- André Papack - basso
- Michael Budde - batteria